# امبارسیک، ایدین
امبارسیک، ایدین (به لاتین: Ambarcık, Aydın) یک منطقهٔ مسکونی در ترکیه است که در استان آیدین واقع شده‌است.

## خصوصیات
امبارسیک ۲۰۷ نفر جمعیت دارد.